# Treia
Treia es una comune italiana situada en la provincia de Macerata, región de las Marcas. Tiene una población estimada, a fines de diciembre de 2021, de 9061 habitantes.

## Evolución demográfica
| Gráfica de evolución demográfica de Treia entre 1861 y 2021 |
|                                                             |
| Fuente: ISTAT - Elaboración gráfica de Wikipedia            |